# Masami Kobushi
Masami Kobushi é o décimo álbum de estúdio de Masami Okui. Foi lançado em 1 de maio de 2003 pela King Records e possui 12 faixas.

## Produção
Lançado em virtude das comemorações de 10 anos de carreira solo de Okui, é um álbum composto por covers. Foi lançado em edição limitada em 2003, com 20 mil cópias. Devido a demanda, foi relançado 2005 para vendas em geral, mas com uma embalagem mais simples. A capa foi desenhada por Shiro Tsunashima.

## Recepção
O álbum ficou quatro semanas no Oricon Albums Chart, chegando à 17ª posição.
O CD Journal disse que "é um bom projeto que usa a carreira da cantora para sua vantagem.", mas destaca que "não é um álbum tão bom em termos do talento único de Okui quanto seus originais."

## Faixas
| N.º            | Título | Letras            | Música          | Arranjo          | Duração |  |
| 1.             | "Cutey Honey" (cover de Yoko Maekawa, de Cutey Honey)                                                       | Claude Q          | Takeo Watanabe  | Hideyuki Suzuki  | 2:55    |  |
| 2.             | "Give a reason" (cover de Megumi Hayashibara, de Slayers NEXT)                                              | Satomi Arimori    | Hidetoshi Sato  | Tsutomu Ohira    | 4:29    |  |
| 3.             | "truth" (cover de Ruka Yumi, de Shoujo Kakumei Utena)                                                       | Shoko Fujibayashi | Riki Arai       | Akihiko Hirama   | 4:50    |  |
| 4.             | "LOVE SQUALL" (cover de Sandra Horn, de Lupin III)                                                          | Sanaho Maki       | Yuji Ohno       | D.R.Y            | 3:30    |  |
| 5.             | "Zankoku na Tenshi no These" (cover de Yoko Takahashi, de Neon Genesis Evangelion, com Yoko e Go Takahashi) | Neko Oikawa       | H. Sato         | Toshiyuki O'mori | 4:02    |  |
| 6.             | "Successful Mission" (cover de M. Hayashibara, de Saber Marionette J)                                       | M. Hayashibara    | H. Sato         | Toshiro Yabuki   | 4:09    |  |
| 7.             | "GHOST SWEEPER" (cover de Chie Harada], de Ghost Sweeper Mikami)                                            | S. Arimori        | T. O'mori       | Masaki Iwamoto   | 3:44    |  |
| 8.             | "Lupin III Ai no Theme" (cover de Ichiro Mizuki, de Lupin III)                                              | Kazuya Senke      | Y. Ohno         | H. Suzuki        | 3:27    |  |
| 9.             | "Tamashii no Refrain" (cover de Yoko Takahashi, de Evangelion Death & Rebirth, com Yoko e Go Takahashi)     | N. Oikawa         | T. O'mori       | T. O'mori        | 5:13    |  |
| 10.            | "Northern lights" (cover de M. Hayashibara, de Shaman King, com Hayashibara e G. Takahashi)                 | M. Hayashibara    | G. Takahashi    | G. Takahashi     | 3:27    |  |
| 11.            | "YOU GET TO BURNING" (cover de Yumi Matsuzawa, de Kidou Senkan Nadesico)                                    | S. Arimori        | T. O'mori       | T. O'mori        | 4:09    |  |
| 12.            | "Kyou mo Dokokade Devilman" (cover de Keizo Toda, de Devilman)                                              | Yuu Aku           | Shunichi Tokura | Monta            | 3:19    |  |
| Duração total: | Duração total:                                                                                              | Duração total:    | Duração total:  | Duração total:   | 47:14   |  |